# وليام بلاندوفسكي
يوهان فيلهلم ثيودور لودفيغ فون بلاندوفسكي (بالألمانية: Wilhelm von Blandowski)‏، المعروف باسم ويليام بلاندوفسكي (21 يناير 1822- 18 ديسمبر 1878)، مستكشف ألماني، وجندي، وعالم حيوان ومهندس تعدين من أصول بولندية، اشتهر بشدة لاستكشافه نهر موراي ودارلنغ في أستراليا.

## النشأة
ولد بلاندوفسكي في غليفيتسه في سيليزيا العليا في مملكة بروسيا (غليفيتسه في بولندا اليوم) في 21 يناير عام 1822. كان أصغر إخوته الثلاثة عشر، وكان والداه يوهان فيليكس فون بلاندوفسكي وليوبولدين غوتليب فون فوريش من البروتستانت وأعضاء الطبقة الأرستقراطية البولندية الصغيرة، واستخدموا شعار وينياوا. تلقى تعليمه في صالة للألعاب الرياضية في لوبان لكنه غادر دون الحصول على شهادة أبيتور. ذهب للدراسة في مدرسة تارنوفيتز للتعدين وجامعة برلين. تأثر تعليم بلاندوفسكي بوفاة والده والمصاعب المالية والخلافات التي أدت إلى حالات إبعاد هادئة من معاهد مختلفة.
عُيّن كمدير مساعد في منجم كونيسكغوبه للفحم في كونيسكغوبه بعد استكمال تعليمه. كان ذو طبيعة عاصفة، وانغمس في ثورات عام 1848، وكتب رسالة إلى صاحب عمله حول مشاعره الثورية. استقال قبل أن يُفصل، ثم انضم إلى جيش شليسفيغ هولشتاين في مارس 1848 ورُقّي إلى رتبة ملازم. حاول دون جدوى الحصول على موعد آخر في خدمة التعدين البروسية بعد الانتهاء من خدمته العسكرية، لكنه رُفض. كانت هذه الانتكاسات أحد دوافعه للهجرة إلى أستراليا في عام 1849.

## الإرث
ذكر بلاندوفسكي في قصته عن البعثة، أنه جلب إلى ملبورن 28 صندوقًا وطردًا مما يقارب 16000 نموذج، مسجلةً تحت 2000 رقم مختلف وسافر حوالي 1300 ميل. بذل بلاندوفسكي جهودًا لتوثيق الأنشطة اليومية للسكان الأصليين خلال هذه الرحلة، بالإضافة إلى الصراعات والطقوس الدراماتيكية، كما طور علاقاتٍ وثيقة مع السكان الأصليين وكان متعاطفًا مع وضعهم.
أثار الاهتمام باستكشافات بلاندوفسكي في أوائل القرن الحادي والعشرين نقاشًا حول مصدر المخططات والرسومات التوضيحية المنسوبة إليه. تكشف رسوماته المبكرة أثناء وجوده في جنوب أستراليا، عن مهاراته القليلة كفنان. عُيّن كريفت كفنان خلال رحلة بلاندوفسكي ورسم مئات العينات التي جُمعت وكذلك البيئات والأشخاص الذين صادفوهم، وكانت هذه الرسومات دقيقة للغاية، وتلتقط التفاصيل الدقيقة للصور التي يسجلها.
عيّن بلاندوفسكي جيمس ريدواي عندما عاد إلى ملبورن، لإنشاء نقوش لبعض الرسومات، وأنشأ غوستاف موتزل أيضًا في ألمانيا رسومًا توضيحية ونقوش. نشر في عام 1862 أستراليّ في أستراليا بـ 142 ذاكرة تصويرية توضيحية، وهو كتيّب وضّحه غوستاف موتزل بالرسوم ويتناول تجاربه في أستراليا، مع أقسام مختلفة تتناول الثقافة والاقتصاد والأنشطة والاحتفالات الشعائرية للسكان الأصليين والقتال والمرض والموت. لا ينسب بلاندوفسكي الرسومات في هذا العمل إلى كريفت، وقد خلق ذلك بعض الارتباك حول نسب الأعمال. من المعروف أن الأعمال النهائية تؤخذ في كثير من الحالات إما من الصور الفوتوغرافية، وتُحول إلى نقوش ثم تُصور مرة أخرى، أو تكون في الأصل رسومات تخطيطية أصبحت نقوشًا. حُسّنت الأعمال بكافة الأحوال من خلال الاتفاقيات الفنية في ذلك الوقت.
أحيت ذكراه بتسمية نوع من الأسماك البحرية باسمه (بلاندوفسكيوس) ومن أسماك نهر موراي (بلاندوفسكييلا).

## الوفاة
التزم بمستشفى للأمراض العقلية في بونزلو (بولسوافیتس اليوم) في عام 1873، وتوفي هناك في عام 1878.